# Antrim (distrikt)
Antrim (iriska: Aontraim) var ett distrikt i Nordirland. Antrim ligger inom det traditionella grevskapet Antrim. Distriktets huvudort var Antrim.
I samband med en distriktsreform i Nordirland slogs distriktet samman 1 april 2015 med distriktet Newtownabbey till distriktet Antrim and Newtownabbey. 